# Agroeca angirasu
Espèce
Agroeca angirasu est une espèce d'araignées aranéomorphes de la famille des Liocranidae.

## Distribution
Cette espèce se rencontre en Iran dans la province du Golestan et en Azerbaïdjan,.

## Description
Le mâle holotype mesure 4,20 mm.
La femelle décrite par Zamani, Fomichev, Naumova, Kaya et Marusik en 2024 mesure 5,76 mm.

## Systématique et taxinomie
Cette espèce a été décrite par Zamani et Marusik en 2021.

## Étymologie
Cette espèce est nommée en référence au Kaijū Angirasu.

## Publication originale
- Zamani & Marusik, 2021 : « Two new species of Liocranidae (Arachnida: Aranei) from the Caucasus and northern Iran. » Arthropoda Selecta, vol. 30, no 4, p. 557-564 (texte intégral).